# Джадсон, Хауи
Хоуард Коллс Джадсон (англ. Howard Kolls Judson, 16 февраля 1925, Хеброн, Иллинойс — 18 августа 2020, Уинтер-Хейвен, Флорида) — американский бейсболист, питчер. Выступал в Главной лиге бейсбола с 1948 по 1954 год.

## Биография
Хоуард Джадсон родился 16 февраля 1925 года в Хеброне, деревне в округе Мак-Генри к северо-западу от Чикаго. Он был старшим из четверых детей в семье каменщика Кларенса Джадсона и его супруги Хенриетты. Во время учёбы в школе Хауи был звездой баскетбольной команды, в сезоне 1942/43 годов его включили в сборную звёзд штата. Также он успешно играл в бейсбол.
Осенью 1943 года Джадсон принял предложение спортивной стипендии от Иллинойсского университета, где продолжил заниматься двумя видами спорта. Летом 1944 года, во время межсезонья в студенческих турнирах, он играл в бейсбол за полупрофессиональную команду. Весной 1945 года его игрой заинтересовались скауты клуба «Кливленд Индианс», но начало профессиональной карьеры было отложено из-за Второй мировой войны. В августе, через неделю после бомбардировок Хиросимы и Нагасаки, Джадсон был призван на военную службу. Три месяца он провёл в учебном центре ВМС США на Великих озёрах, после чего вернулся домой. Главной причиной такой быстрой демобилизации стали последствия травмы глаза, полученной им ещё в школе. 
В 1946 году Джадсон возобновил спортивную карьеру. В мае в одной из игр Лиги Северного Иллинойса он сделал 20 страйкаутов, после чего посмотреть на выступление Хауи приехали представители ещё нескольких профессиональных команд. Среди них был новый главный тренер клуба «Чикаго Уайт Сокс» Тед Лайонс, который уговорил его подписать контракт. Соглашение было заключено в июле 1946 года. После этого Джадсон несколько недель тренировался с командой, а затем был направлен в фарм-клуб «Уотерлу Уайт Хокс». В сезоне 1947 года Хауи выиграл с ней чемпионский титул, а также вошёл в пятёрку лучших питчеров лиги по количеству побед, сыгранных иннингов и показателю пропускаемости. Часть чемпионата он пропустил из-за попавшей в травмированный левый глаз инфекции.
Несмотря на серьёзные проблемы со зрением, весной 1948 года Джадсон успешно прошёл с «Уайт Сокс» предсезонные сборы. Двадцать второго апреля он дебютировал в Главной лиге бейсбола. После двух неудачных игр стартовым питчером его перевели в буллпен, где Хауи действовал стабильнее. В регулярном чемпионате 1948 года он провёл на поле 107 1/3 иннингов в 40 играх, одержав четыре победы при пяти поражениях и показателе пропускаемости 4,78. В следующем сезоне новый тренер команды Джек Онслоу снова дал Джадсону шанс проявить себя в стартовой ротации питчеров. Он сыграл двенадцать матчей, а затем был возвращён в буллпен. В чемпионате 1949 года Хауи суммарно сыграл в 26 матчах, проведя на поле 108 иннингов с пропускаемостью 4,58. Эксперименты с ролью в команде были завершены в 1950 году, когда Джадсон проявил себя как надёжный реливер, проведя на поле 95 1/3 иннингов с пропускаемостью 3,49. 
Сезон 1951 года «Уайт Сокс» снова начали с новым тренером Полом Ричардсом. При нём команда одержала 81 победу при 73 поражениях и заняла лишь четвёртое место, но это был лучший результат за последние тридцать лет. Заметный вклад в это внесли питчеры, в том числе и Джадсон, отыгравший 121 1/3 иннинг с пропускаемостью 3,55. Следующий сезон стал для него последним в составе «Чикаго». В чемпионате 1952 года он сыграл всего 34 иннинга и в декабре был обменян в «Цинциннати Редс».
К удивлению многих, весной 1953 года Хауи смог выиграть борьбу за место в стартовой ротации «Редс». Развить успех ему не удалось и после пяти неудачных игр Джадсон снова вернулся в буллпен. В середине июня он был переведён в фарм-клуб AAA-лиги «Индианаполис Индианс», а затем ещё на уровень ниже в состав «Талсы Ойлерз». В 1954 году в своём последнем сезоне в Главной лиге бейсбола Хауи сыграл за «Цинциннати» в 37 матчах с пропускаемостью 3,95. В марте следующего года права на него продали клубу «Сиэтл Рейнирс».
В течение пяти следующих сезонов Джадсон играл за различные команды младших лиг. Самым успешным из них стал чемпионат 1955 года, в котором он вместе с «Рейнирс» стал победителем Лиги Тихоокеанского побережья. Его профессиональная карьера длилась четырнадцать лет. В Главной лиге бейсбола он одержал 17 побед при 37 поражениях, в младших лигах — 70 побед при 61 поражении.
После окончания спортивной карьеры Хауи вернулся в Хеброн, где жил со своей супругой Мартой. Детей у пары не было. После выхода на пенсию они переехали в Уинтер-Хейвен во Флориду. Хауи Джадсон скончался в возрасте 95 лет 18 августа 2020 года. 